# Lophocampa meridionalis
Lophocampa meridionalis är en fjärilsart som beskrevs av Rothschild 1910. Lophocampa meridionalis ingår i släktet Lophocampa och familjen björnspinnare. Inga underarter finns listade i Catalogue of Life.